# Parigi-Nizza 1999
La Parigi-Nizza 1999, cinquantasettesima edizione della corsa, si svolse dal 7 al 14 marzo su un percorso di 1 348 km ripartiti in 8 tappe. Fu vinta dall'olandese Michael Boogerd davanti allo svizzero Markus Zberg e al colombiano Santiago Botero Echeverry.

## Tappe
| Tappa  | Data     | Percorso                                          | km    | Vincitore di tappa  | Leader cl. generale |
| ------ | -------- | ------------------------------------------------- | ----- | ------------------- | ------------------- |
| 1ª     | 7 marzo  | Boulogne-Billancourt > Parigi (cron. individuale) | 13    | Chris Boardman      | Chris Boardman      |
| 2ª     | 8 marzo  | Nangis > Sens                                     | 184   | Andrei Tchmil       | Andrei Tchmil       |
| 3ª     | 9 marzo  | Sens > Nevers                                     | 203   | Jaan Kirsipuu       | Stuart O'Grady      |
| 4ª     | 10 marzo | Nevers > Vichy                                    | 194.5 | Laurent Roux        | Stuart O'Grady      |
| 5ª     | 11 marzo | Cusset > Firminy                                  | 187   | Santiago Botero     | Michael Boogerd     |
| 6ª     | 12 marzo | Romans-sur-Isère > Sisteron                       | 211   | Jacky Durand        | Michael Boogerd     |
| 7ª     | 13 marzo | Sisteron > Valberg                                | 198   | Frank Vandenbroucke | Michael Boogerd     |
| 8ª     | 14 marzo | Nizza > Nizza                                     | 157   | Tom Steels          | Michael Boogerd     |
| Totale | Totale   | Totale                                            | 1 348 |                     |                     |

## Dettagli delle tappe

### 1ª tappa
- 7 marzo: Boulogne-Billancourt > Parigi (cron. individuale) – 13 km

| Pos. | Corridore           | Squadra         | Tempo  |
| ---- | ------------------- | --------------- | ------ |
| 1    | Chris Boardman      | Crédit Agricole | 10'20" |
| 2    | Stuart O'Grady      | Crédit Agricole | a 2"   |
| 3    | Frank Vandenbroucke | Cofidis         | a 6"   |

| Pos. | Corridore           | Squadra         | Tempo  |
| ---- | ------------------- | --------------- | ------ |
| 1    | Chris Boardman      | Crédit Agricole | 10'20" |
| 2    | Stuart O'Grady      | Crédit Agricole | a 2"   |
| 3    | Frank Vandenbroucke | Cofidis         | a 6"   |

### 2ª tappa
- 8 marzo: Nangis > Sens – 184 km

| Pos. | Corridore     | Squadra        | Tempo    |
| ---- | ------------- | -------------- | -------- |
| 1    | Andrei Tchmil | Lotto-Mobistar | 4h42'24" |
| 2    | Markus Zberg  | Rabobank       | s.t.     |
| 3    | Léon van Bon  | Rabobank       | s.t.     |

| Pos. | Corridore      | Squadra         | Tempo    |
| ---- | -------------- | --------------- | -------- |
| 1    | Andrei Tchmil  | Lotto-Mobistar  | 4h52'41" |
| 2    | Stuart O'Grady | Crédit Agricole | a 2"     |
| 3    | Rolf Sörensen  | Rabobank        | a 17"    |

### 3ª tappa
- 9 marzo: Sens > Nevers – 203 km

| Pos. | Corridore       | Squadra         | Tempo    |
| ---- | --------------- | --------------- | -------- |
| 1    | Jaan Kirsipuu   | Casino          | 5h45'23" |
| 2    | Stephane Barthe | Casino          | s.t.     |
| 3    | Henk Vogels     | Crédit Agricole | s.t.     |

| Pos. | Corridore      | Squadra         | Tempo     |
| ---- | -------------- | --------------- | --------- |
| 1    | Stuart O'Grady | Crédit Agricole | 10h38'00" |
| 2    | Andrei Tchmil  | Lotto-Mobistar  | a 4"      |
| 3    | Rolf Sörensen  | Rabobank        | a 21"     |

### 4ª tappa
- 10 marzo: Nevers > Vichy – 194,5 km

| Pos. | Corridore       | Squadra        | Tempo    |
| ---- | --------------- | -------------- | -------- |
| 1    | Laurent Roux    | Casino         | 5h04'46" |
| 2    | Jo Planckaert   | Lotto-Mobistar | a 8"     |
| 3    | Stéphane Heulot | FDJ            | s.t.     |

| Pos. | Corridore      | Squadra         | Tempo     |
| ---- | -------------- | --------------- | --------- |
| 1    | Stuart O'Grady | Crédit Agricole | 15h42'58" |
| 2    | Andrei Tchmil  | Lotto-Mobistar  | a 7"      |
| 3    | Rolf Sörensen  | Rabobank        | a 24"     |

### 5ª tappa
- 11 marzo: Cusset > Firminy – 187 km

| Pos. | Corridore       | Squadra  | Tempo    |
| ---- | --------------- | -------- | -------- |
| 1    | Santiago Botero | Kelme    | 4h43'58" |
| 2    | Michael Boogerd | Rabobank | s.t.     |
| 3    | Marc Wauters    | Rabobank | a 29"    |

| Pos. | Corridore       | Squadra        | Tempo     |
| ---- | --------------- | -------------- | --------- |
| 1    | Michael Boogerd | Rabobank       | 20h27'28" |
| 2    | Andrei Tchmil   | Lotto-Mobistar | a 16"     |
| 3    | Marc Wauters    | Rabobank       | a 24"     |

### 6ª tappa
- 12 marzo: Romans-sur-Isère > Sisteron – 211 km

| Pos. | Corridore    | Squadra        | Tempo    |
| ---- | ------------ | -------------- | -------- |
| 1    | Jacky Durand | Lotto-Mobistar | 6h19'20" |
| 2    | Lauri Aus    | Casino         | a 38"    |
| 3    | Guido Trenti | Cantina Tollo  | s.t.     |

| Pos. | Corridore       | Squadra        | Tempo     |
| ---- | --------------- | -------------- | --------- |
| 1    | Michael Boogerd | Rabobank       | 26h47'35" |
| 2    | Andrei Tchmil   | Lotto-Mobistar | a 17"     |
| 3    | Marc Wauters    | Rabobank       | a 25"     |

### 7ª tappa
- 13 marzo: Sisteron > Valberg – 198 km

| Pos. | Corridore           | Squadra    | Tempo    |
| ---- | ------------------- | ---------- | -------- |
| 1    | Frank Vandenbroucke | Cofidis    | 5h10'03" |
| 2    | Richard Virenque    | Team Polti | s.t.     |
| 3    | Dario Frigo         | Saeco      | s.t.     |

| Pos. | Corridore       | Squadra  | Tempo     |
| ---- | --------------- | -------- | --------- |
| 1    | Michael Boogerd | Rabobank | 31h57'32" |
| 2    | Markus Zberg    | Rabobank | a 57"     |
| 3    | Santiago Botero | Kelme    | a 1'38"   |

### 8ª tappa
- 14 marzo: Nizza > Nizza – 157 km

| Pos. | Corridore       | Squadra           | Tempo    |
| ---- | --------------- | ----------------- | -------- |
| 1    | Tom Steels      | Mapei             | 4h06'41" |
| 2    | Harald Morscher | Saeco             | s.t.     |
| 3    | Glenn Magnusson | US Postal Service | s.t.     |

| Pos. | Corridore       | Squadra  | Tempo     |
| ---- | --------------- | -------- | --------- |
| 1    | Michael Boogerd | Rabobank | 36h04'13" |
| 2    | Markus Zberg    | Rabobank | a 57"     |
| 3    | Santiago Botero | Kelme    | a 1'38"   |

## Classifiche finali

### Classifica generale
| Pos. | Corridore                 | Squadra            | Tempo     |
| ---- | ------------------------- | ------------------ | --------- |
| 1    | Michael Boogerd           | Rabobank           | 36h04'13" |
| 2    | Markus Zberg              | Rabobank           | a 57"     |
| 3    | Santiago Botero Echeverry | Kelme-Costa Blanca | a 1'38"   |
| 4    | Frank Vandenbroucke       | Cofidis            | a 2'10"   |
| 5    | Marc Wauters              | Rabobank           | a 2'13"   |
| 6    | Maarten den Bakker        | Rabobank           | a 2'14"   |
| 7    | Dario Frigo               | Saeco-Cannondale   | a 2'30"   |
| 8    | Wladimir Belli            | Festina-Lotus      | a 2'32"   |
| 9    | Stuart O'Grady            | Crédit Agricole    | a 2'37"   |
| 10   | Geert Verheyen            | Lotto-Mobistar     | a 2'58"   |